# Milly Alcock
Pour les articles homonymes, voir Alcock.
Amelia « Milly » Alcock, née le 11 avril 2000 à Sydney (Nouvelle-Galles du Sud), est une actrice australienne notamment connue pour ses rôles dans les séries télévisées Reckoning (en), Upright (en) et House of the Dragon.

## Biographie

### Jeunesse
Amelia May Alcock est née le 11 avril 2000 à Sydney, en Nouvelle-Galles du Sud en Australie. Elle a deux frères.
Elle fréquente l'école Newtown High School of the Performing Arts de Sydney, mais abandonne ses études pour poursuivre un rôle dans la série télévisée Upright (en).

### Carrière
En 2014, elle fait sa première apparition à la télévision dans la série télévisée australienne Wonderland.
En 2017, elle incarne Isabella Barrett dans la mini-série High Life et Cindi Jackson dans la troisième saison de Janet King. La même année, elle fait des apparitions dans des publicités à la télévision dont NBN, Cadbury, KFC et Woolworths.
En mars 2022, elle est présente dans le Queensland pour le tournage de la seconde saison d'Upright (en), où elle joue une adolescente en fuite, Meg, faisant de l'auto-stop sur 2 000 mi de l'arrière-pays australien. À la suite de son interprétation, elle est nommée pour le Best Comedy Performer mais perd face à sa co-star Tim Minchin.
En 2021, il est annoncé qu’elle a été retenue pour le rôle de la princesse Rhaenyra Targaryen, elle jouera la jeune version de la princesse héritière dans la série télévisée américaine House of the Dragon, préquelle de la série Game of Thrones, diffusée à partir du 21 août 2022.
En janvier 2024, elle est annoncée dans le rôle de Kara Zor-El / Supergirl au sein du nouvel univers partagé de DC Comics, DC Universe. Elle incarne pour la première fois le personnage dans le long métrage Superman de James Gunn (2025) avant un film centré sur son personnage. Supergirl de Craig Gillespie sortira en 2026.

## Filmographie

### Cinéma
- 2018 : The School de Storm Ashwood : Jien
- 2020 : The Familiars (court métrage) : Alison
- 2025 : Superman de James Gunn : Kara Zor-El / Supergirl
- 2026 : Supergirl de Craig Gillespie : Kara Zor-El / Supergirl

### Télévision

#### Séries télévisées
- 2014 : Wonderland (en) : une adolescente
- 2017 : High Life : Isabella Barrett (6 épisodes)
- 2017 : Janet King (en) : Cindi Jackson (3 épisodes)
- 2018 : A Place to Call Home : Emma Carvolth (4 épisodes)
- 2018 : Pine Gap : Marissa Campbell (5 épisodes)
- 2018 : Fighting Season (en) : Maya Nordenfelt (6 épisodes)
- 2019 : Les Norton (en) : Sian Galese (4 épisodes)
- 2019–2020 : Reckoning (en) : Sam Serrato (10 épisodes)
- 2019–2022 : Upright (en) : Meg (2 saisons de 8 épisodes chacune)
- 2020 : The Gloaming (en) : Jenny McGinty (7 épisodes)
- 2022-2024 : House of the Dragon : Rhaenyra Targaryen jeune (7 épisodes)
- 2025 : Sirens : Simone DeWitt (5 épisodes)